# 邦菲诺波利斯
邦菲诺波利斯是巴西戈亚斯州的一个市镇。总面积122.257平方公里，总人口6853人，人口密度56.1人/平方公里。